# Chiloglottis trapeziformis
Chiloglottis trapeziformis är en orkidéart som beskrevs av Robert Desmond David Fitzgerald. Chiloglottis trapeziformis ingår i släktet Chiloglottis och familjen orkidéer. Inga underarter finns listade i Catalogue of Life.